# Усть-Тарсьма
Усть-Тарсьма́ (рос. Усть-Тарсьма) — присілок у складі Промишленнівського округу Кемеровської області, Росія.

## Населення
Населення — 602 особи (2010; 632 у 2002).
Національний склад (станом на 2002 рік):
- росіяни — 95 %